# Anthocharis damone
Anthocharis damone é uma borboleta na subfamília Pierinae, encontrada no sul da Europa e na Ásia Menor.

## Descrição

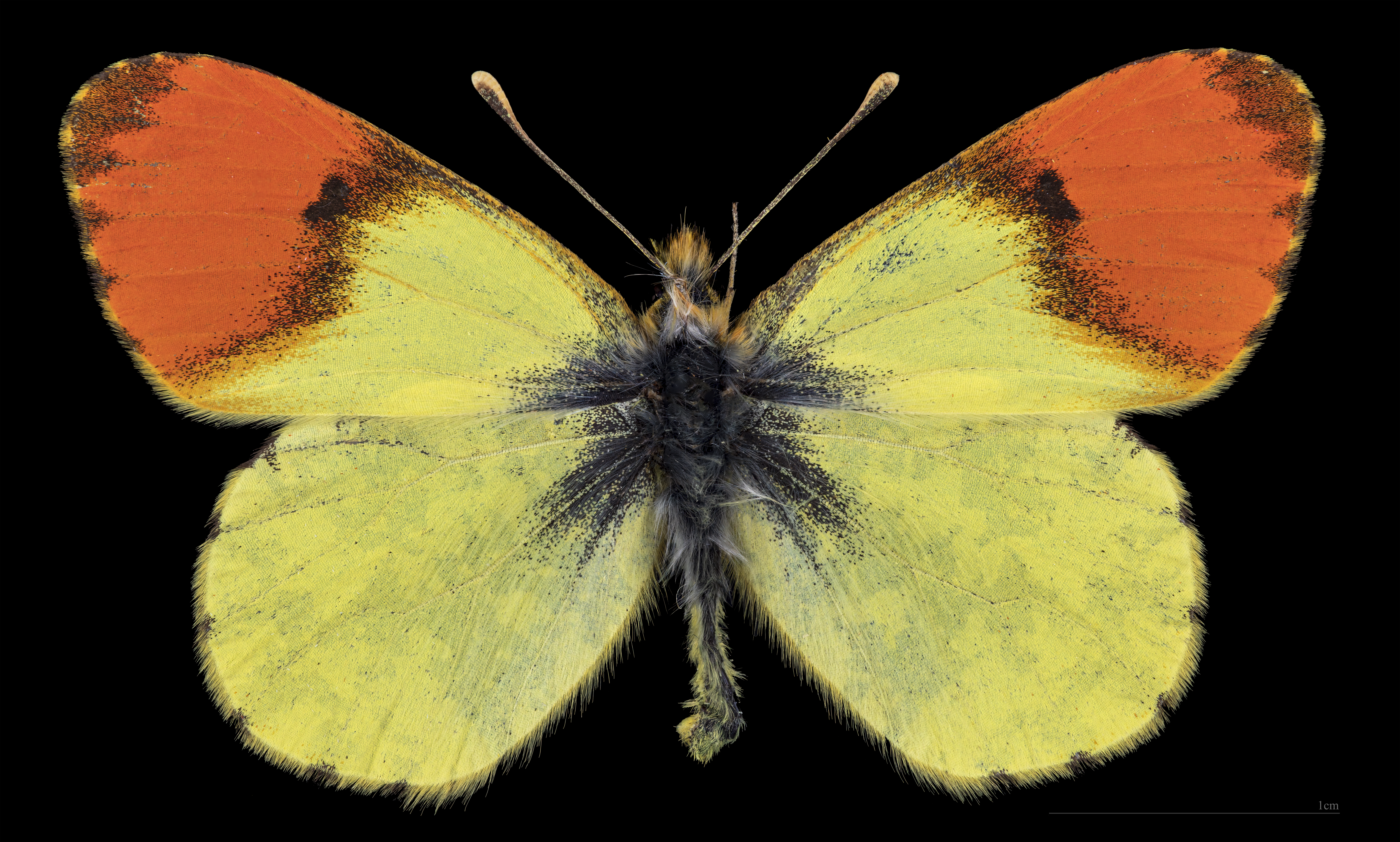
Anthocharis damone ♂
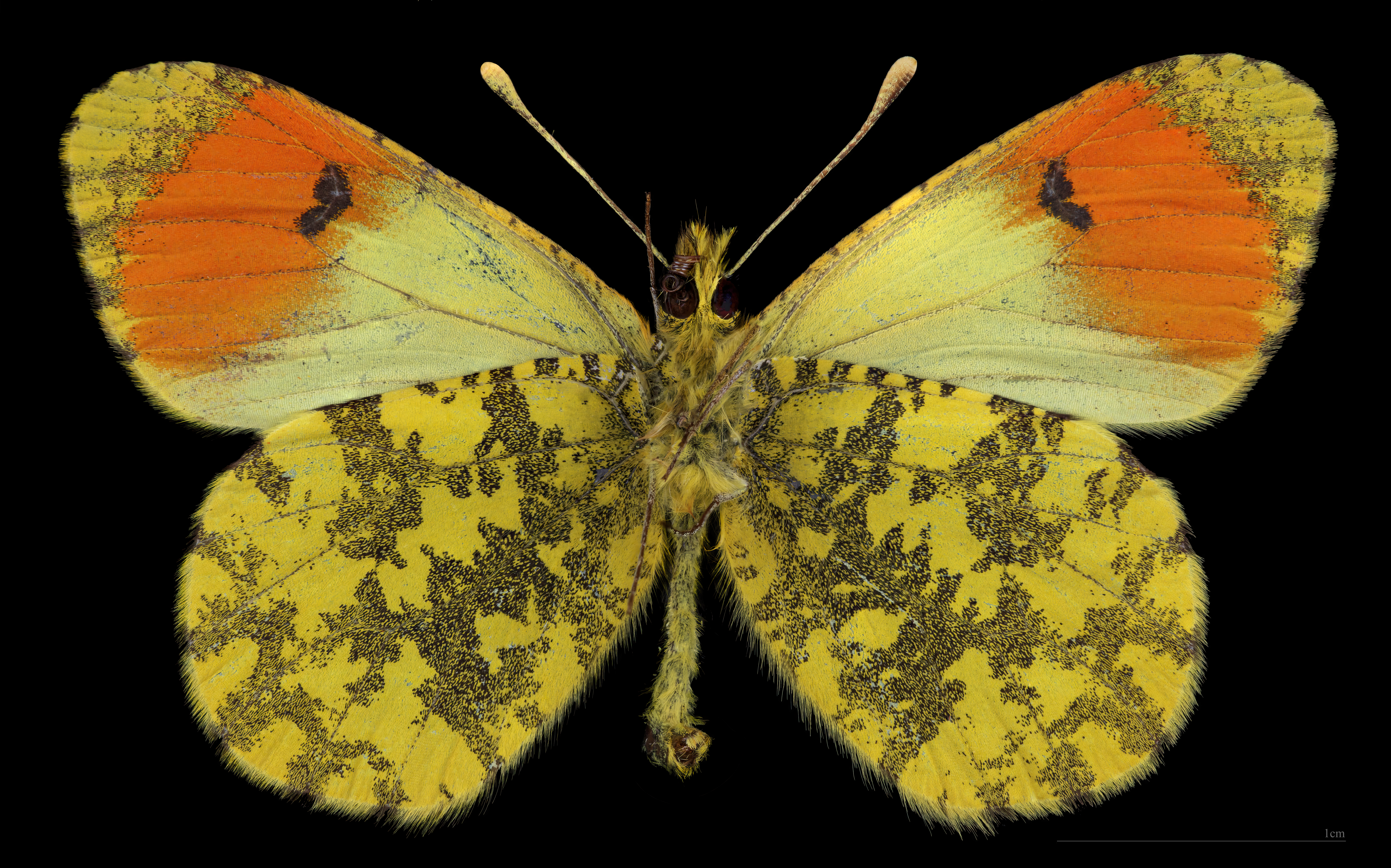
Anthocharis damone ♂   △

## Habitat
Na Arménia a borboleta A. damone habita as estepes montanhosas, mas também habita em florestas, ocupando uma elevação entre os 1200 a 2200 metros.